# 36039 Joandunham
36039 Joandunham è un asteroide della fascia principale. Scoperto nel 1999, presenta un'orbita caratterizzata da un semiasse maggiore pari a 3,0936009 au e da un'eccentricità di 0,0881290, inclinata di 6,16229° rispetto all'eclittica.